# Hegyesd, Veszprém
Hegyesd  este un sat în districtul Tapolca, județul Veszprém, Ungaria, având o populație de 175 de locuitori (2011). 

## Demografie
Componența etnică a satului Hegyesd
     Maghiari (95,54%)
     Necunoscut (4,46%)
     Alții (4,46%)
Componența confesională a satului Hegyesd
     Romano-catolici (69,71%)
     Fără religie (7,43%)
     Reformați (4,57%)
     Necunoscută (18,29%)
Conform recensământului din 2011, satul Hegyesd avea 175 de locuitori. Din punct de vedere etnic, majoritatea locuitorilor (95,54%) erau maghiari. Apartenența etnică nu este cunoscută în cazul a 4,46% din locuitori.  Din punct de vedere confesional, majoritatea locuitorilor (69,71%) erau romano-catolici, existând și minorități de persoane fără religie (7,43%) și reformați (4,57%). Pentru 18,29% din locuitori nu este cunoscută apartenența confesională.